# Herman Rohtlieb

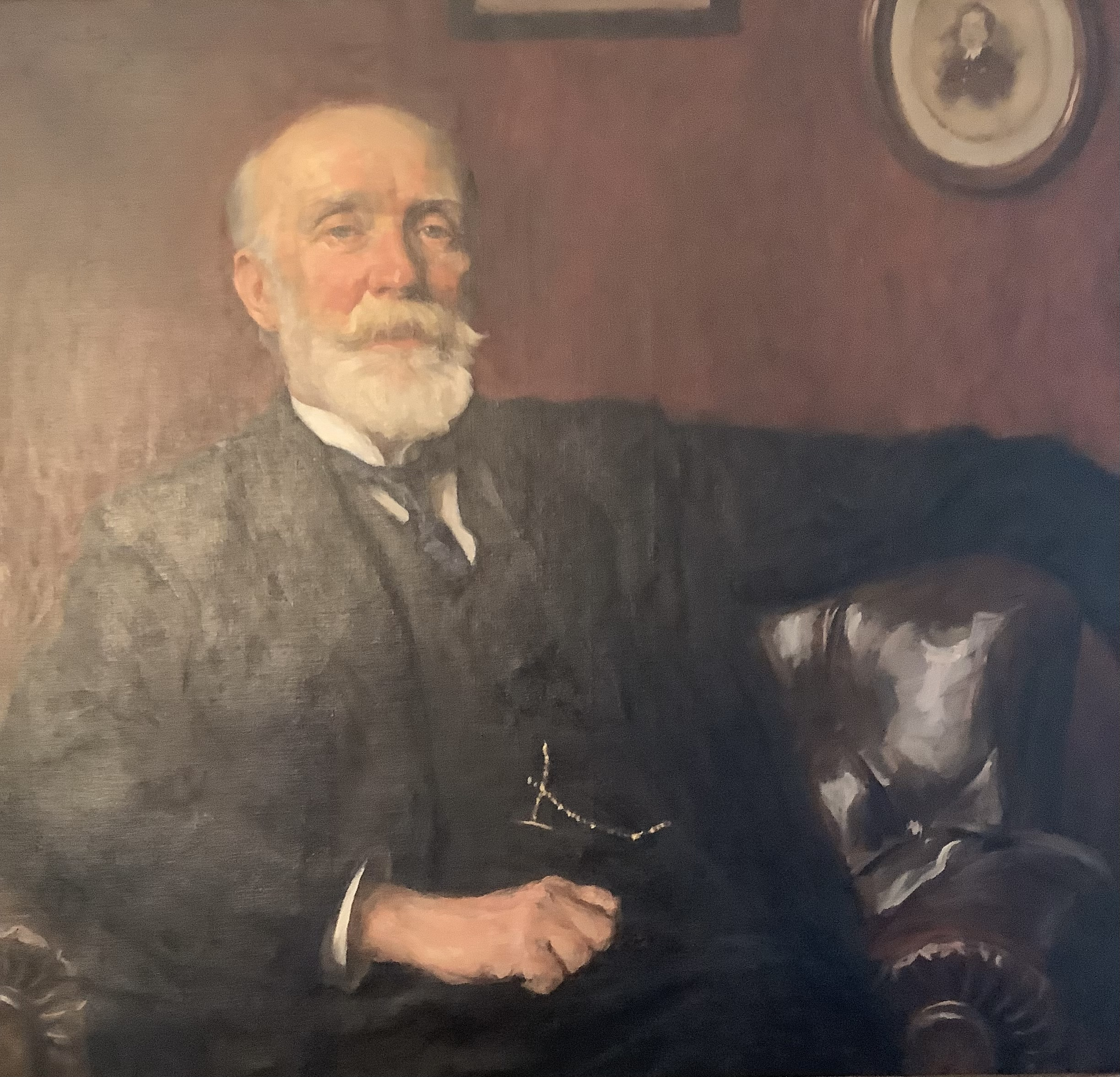
Målning på Herman Rohtlieb 1910

Bernhard Herman Rohtlieb, född 21 juli 1850 i Stockholm, död där 1 juni 1927, var en svensk jurist och ämbetsman. Han var son till Johannes Rohtlieb och var far till Curt Rohtlieb. Och gift med  friherrinnan Maria Felicia von Willebrand
Efter mogenhetsexamen i Stockholm 1867 avlade han examen till rättegångsverken i Uppsala 1871, blev extra ordinarie hovrättsnotarie samma år, fiskal vid Svea hovrätt 1883 och assessor där 1885. Rohtlieb var tillförordnad revisionssekreterare 1886–1888 och revisionssekreterare 1889–1892. År 1892 utnämndes han till häradshövding i Stockholms läns västra domsaga. Han pensionerades 1916. Rohtlieb ägnade vid sidan av sin domarverksamhet stor uppmärksamhet åt sparbanks- och pensionsväsendet. Särskilt under de två sista årtiondena av sitt liv spelade han en ledande roll inom olika institutioner på dessa områden. Rohtlieb var ledamot av styrelsen för Stockholms läns sparbank från 1907, av direktionen över Allmänna änke- och pupillkassan från 1910 (ordförande från 1923) och av styrelsen för Svenska sjuksköterskornas allmänna pensionsförening från 1897 (ordförande 1908–1922). Dessutom var han bland annat ledamot av styrelsen för Fredrika Bremerförbundet 1886–1894, ordförande i föreningen Sveriges häradshövdingar 1908–1923 och ledamot av styrelsen för Stockholms stads brandstodsbolag från 1914 (ordförande från 1916). Han blev riddare av Nordstjärneorden 1890 och kommendör av andra klassen av samma orden 1912.